# Robert Janker
Robert Berthold Janker (* 12. März 1894 in München; † 22. Oktober 1964 in Bonn) war ein deutscher Röntgenologe und Hochschullehrer.

## Leben

### Herkunft, Studium, Professur und Institutsgründung
Robert Janker war das uneheliche Kind des Arztes Robert Berthold Baumstark (1872–1934) und von Josephine Schmidt (1868–1932); er wurde von dem Memminger Gastwirt Clemens Janker adoptiert. Seine Schullaufbahn beendete Janker 1914 am Staatlichen Gymnasium Straubing. Er nahm am Ersten Weltkrieg teil und erhielt das Eiserne Kreuz II. und I. Klasse sowie den Bayerischen Militärverdienstorden. Als Leutnant der Reserve schied er kriegsversehrt aus der Armee aus.
An der Ludwig-Maximilians-Universität München absolvierte er ein Medizinstudium, das er im Jahr 1921 mit Staatsexamen abschloss. In München wurde er 1922 zu Dr. med. promoviert sowie approbiert. Bei dem Direktor der Münchner Chirurgischen Universitätspoliklinik Erich von Redwitz war er anschließend als Assistent beschäftigt, musste seine chirurgische Ausbildung jedoch aufgrund eines Waschekzems beenden und war danach Assistent des Radiologen Henri Chaoul. Mit v. Redwitz wechselte er 1928 an die Rheinische Friedrich-Wilhelms-Universität Bonn, wo er unter diesem die Röntgenabteilung der Chirurgischen Universitätsklinik leitete. Er habilitierte sich 1930 in Bonn zu röntgenkinematographischen Untersuchungen. Ab 1933 nahm er in Bonn einen Lehrauftrag für Medizinische Strahlenkunde wahr und wurde dort 1935 außerordentlicher Professor. Janker war an der Röntgenabteilung der Chirurgischen Universitätsklinik zur Sterilisierung durch Strahlenbehandlung befugt. Schließlich schied Janker auf eigenen Wunsch aus der Leitung der Röntgenabteilung der Chirurgischen Universitätsklinik aus und gründete Anfang August 1937 in Bonn das private Röntgen- und Lichtinstitut Janker, ohne aus der medizinischen Fakultät der Universität auszuscheiden.  Er wurde als Kassenarzt zugelassen.

### Zeit des Nationalsozialismus und Zweiter Weltkrieg
Nach der Machtübergabe an die Nationalsozialisten trat er zum 1. Mai 1933 der NSDAP bei (Mitgliedsnummer 2.120.091). Des Weiteren gehörte er den NS-Nebenorganisationen NS-Dozentenbund, DAF, NSV, NS-Reichskriegerbund und Reichsluftschutzbund an.
Bald nach Beginn des Zweiten Weltkrieges wurde er im November 1939 zum außerplanmäßigen Professor ernannt. An die Militärärztliche Akademie abkommandiert wurde er  schließlich beratender Röntgenologe beim Heeres-Sanitätsinspekteur, wo er den Rang eines Oberstarztes erreichte. Beim Bevollmächtigten für das Gesundheitswesen Karl Brandt gehörte er 1944 dem wissenschaftlichen Beirat an.

### Nach 1945
Nach Entlassung aus der Kriegsgefangenschaft erhielt Janker im Jahr 1946 wieder seine Zulassung als Dozent. Infolge eines Spruchkammerverfahrens wurde er 1950 als entlastet entnazifiziert. Janker hatte in diesem Zusammenhang folgendes erklärt: „Ich habe mich während des Dritten Reiches in gleicher Weise wie auch heute und früher für nichts anderes als meine wissenschaftlichen Forschungen und insbesondere für das Gebiet der medizinischen Strahlenkunde interessiert.“ Sein Kollege Werner Wachsmuth attestierte Janker im Dezember 1946 eine ablehnende Haltung gegenüber dem Nationalsozialismus. In den Nachkriegsjahren widmete er sich dem Wiederaufbau seines durch Kriegseinwirkung 1944 teilweise zerstörten Röntgeninstituts, dem ab 1948 eine Krankenstation angegliedert war. Unter seiner Leitung wurde die Einrichtung zu einer bedeutenden Strahlenklinik in Europa, die heute als WEGE Klinik firmiert (zuvor Robert-Janker-Klinik). An der Universität Bonn wurde Janker 1952 persönlicher Ordinarius und 1956 Dekan. Zum ordentlichen Professor wurde er 1962 ernannt. Auch nach seiner Emeritierung wirkte er noch an der Bonner Universität.
Janker war verheiratet, das Paar hatte eine Tochter. Sein Schwiegersohn Hans Hoefer-Janker wurde Leiter der Janker-Klinik. Wachsmuth beschreibt Janker in seiner Autobiografie als „ungewöhnliche, dynamische Persönlichkeit, voller Tatkraft und Ideen, mit der man leicht aneinandergeriet, sich aber ebenso schnell wieder versöhnen konnte.“

### Wirken
Forschungsschwerpunkte Jankers waren insbesondere die Leuchtschirmphotographie und die Röntgenkinematographie. Die von ihm eingeführte elektrische Bildverstärkung und das Röntgenfernsehen haben die radiologische Forschungsdiagnostik optimiert. Des Weiteren entwickelte er unter anderem auch die Janker-Uhr „zur Verhütung von Überdosierung bei der Durchleuchtung“ als röntgentechnisches Hilfsmittel. International bekannt wurde er darüber hinaus durch seine röntgenkinematographischen Filme. Janker veröffentlichte eine Vielzahl an Fachliteratur.

## Ehrungen
- Ehrenmitglied der Deutschen Gesellschaft für Neurochirurgie (1950)[10]
- Albers-Schönberg-Medaille (1951)[1]
- Röntgen-Plakette und Goldmedaille d. Ind. Radiolog. Ges. (1952)[1]
- Harvey-Medaille (1957)[1]
- Großes Bundesverdienstkreuz (1959)[1]
- Dr. med. h. c. (Universität Gießen 1959)[1]
- Kulturpreis der Deutschen Gesellschaft für Photographie (1959)[11]
- Grashey-Medaille (1964)[1]

## Schriften (Auswahl)
- Sechs neue Fälle traumatischer Aneurismen, Dissertation 1922
- Röntgenologische Funktionsdiagnostik mittels Serienaufnahmen und Kinematographie, W. Girardet, Mehrteiliges Werk, Wuppertal-Elberfeld 1954
- Röntgenfilm, Mehrteiliges Werk, Kohlhammer, Stuttgart/Berlin 1936 (gehört zu: Beihefte der Reichsstelle für den Unterrichtsfilm, F 128) – mehrfach aufgelegt
- Röntgen-Ganzaufnahmen des Menschen: Darst. d. normalen Skeletts, s. ererbten u. erworbenen Veränderungen, J. A. Barth, Leipzig 1934
- Leuchtschirmphotographie, Röntgenreihenuntersuchung. Die Photographie d. Leuchtschirmbildes: eine Methode d. Röntgenreihenuntersuchg, J. A. Barth, Leipzig 1938 (gehört zu: Tuberkulose-Bibliothek; Nr. 69)
- Die Röntgenkinematographie, Kohlhammer, Stuttgart/Berlin 1938 (gehört zu: Schriftenreihe der Reichsstelle für den Unterrichtsfilm, H. 15)
- Röntgenologie und Volksgesundheit: Die Leuchtschirmphotographie, Bonner Univ. Buchdr., Bonn 1941 (gehört zu: Kriegsvorträge der Rheinischen Friedrich-Wilhelms-Universität Bonn am Rhein; H. 27)
- Röntgenaufnahmetechnik, Mehrteiliges Werk, J. A. Barth, Leipzig 1945/47 (mehrfach aufgelegt)
- Die Röntgen-Untersuchung des Herzens und der grossen Gefässe: Vorträge des 1. Bonner röntgenologischen Wochenendkursus von R. Janker [u. a.], W. Girardet, Wuppertal-Elberfeld 1955
- Grundriss der Röntgentherapie, Springer, Berlin/Göttingen/Heidelberg 1958